# Río Tigre (Venezuela)
El Río Tigre es un río de Venezuela ubicado en los Llanos. El río Tigre tiene su origen en el Estado Anzoátegui, cerca de la Troncal 16, y desemboca en el Estado Delta Amacuro, específicamente en el Caño Mánamo.

## Geografía
El río nace cerca de la Troncal 16 en el estado Anzoátegui y cruza dicha troncal. Luego, el río se reduce en tamaño unos kilómetros cerca de la ciudad de El Tigre. Además, pasa por una población indígena donde las casas están cerca del agua. Asimismo, el río llega a una urbanización en El Tigre llamada Urbanización Ezequiel Zamora. Posteriormente, atraviesa un puente en San José de Guanipa llamado Puente Río Tigre. Luego, se encuentra con otro río y cruza una frontera entre los estados Anzoátegui y Monagas. Finalmente, desemboca en el Caño Mánamo.

## Clima
El río Tigre presenta dos subtipos de clima: el clima tropical de sabana y el clima tropical monzónico. Estos dos subtipos climáticos generan fuertes tormentas sobre el Caño Mánamo. Debido a esto, los vientos de las tormentas atraen a los estados Anzoátegui y Monagas, lo que resulta en inundaciones y tormentas eléctricas en ambas regiones.

## Puentes sobre el río Tigre
- Puente Chimire
- Puente Río Tigre
- Puente Temblador